# Dotterwaldsänger
Der Dotterwaldsänger (Setophaga vitellina, Syn.: Dendroica vitellina) ist ein kleiner Singvogel aus der Gattung der Baumwaldsänger (Setophaga) in der Familie der Waldsänger (Parulidae). Das Verbreitungsgebiet befindet sich auf den Kaimaninseln und auf den zu Honduras gehörenden Schwaneninseln in der Karibik. Die Art bildet zusammen mit dem Rostscheitel-Waldsänger (Setophaga discolor) eine Superspezies. Von manchen Autoren wird der Rostscheitel-Waldsänger und der Dotterwaldsänger auch als konspezifisch betrachtet. Die IUCN listet sie als „potenziell gefährdet“ (near threatened).

## Merkmale
Dotterwaldsänger erreichen eine Körperlänge von 13 Zentimetern und wiegen 6,2 bis 7,5 Gramm. Die Flügellänge beträgt beim Männchen 5,5 bis 6 Zentimeter, beim Weibchen 5,2 bis 5,8 Zentimeter. Adulte Männchen der Nominatform haben ein dunkles olivgrünes Kronen-, Nacken-, Nackenseiten- und Oberseitengefieder. Die schwärzlichen Flügel haben olivfarbene Federränder. Der Superciliarstreifen ist gelb und der Augenstrich schwärzlich. Der schwache graue Bartstreif geht halbkreisförmig zu den olivgrünen Ohrendecken über und umfasst einen gelben Bereich unterhalb des Auges. Das Unterseitengefieder ist hellgelb mit oliven verwaschenen Streifen an den Flanken. Der Schnabel ist schwärzlich; die Beine sind schwärzlich-braun.
Adulte Weibchen ähneln den Männchen. Der weniger ausgeprägte Superciliarstreifen ist kürzer, die Ohrendecken gelber und das Federkleid insgesamt stumpfer.

## Vorkommen, Ernährung und Fortpflanzung
Dotterwaldsänger sind Standvögel und bewohnen Dickichte, küstennahe Büsche, Stadtbereiche sowie Waldlandschaften, Waldlichtungen und ähnliche Vegetationen. Auf Little Cayman und Cayman Brac ist die Unterart Setophaga v. crawfordi leicht zu sichten, während die Nominatform auf Grand Cayman versteckter lebt. Wie viele Waldsängerarten ernähren sie sich überwiegend von Insekten und weiteren Wirbellosen. Das napfförmige Nest wird im dichten Unterholz errichtet. Die Brutzeit findet zwischen April und Juni statt. Ein Gelege besteht gewöhnlich aus zwei Eiern.

## Unterarten
Es gibt drei anerkannte Unterarten:
- Setophaga v. vitellina Cory, 1886 – Grand Cayman
- Setophaga v. crawfordi Nicoll, 1904 – Little Cayman und Cayman Brac
- Setophaga v. nelsoni Bangs, 1919 – Schwaneninseln